# Rhaphuma unigena
Rhaphuma unigena là một loài bọ cánh cứng trong họ Cerambycidae.